# Sur l'autel de la famille
Sur l'autel de la famille (Sagrada Familia) est une série télévisée espagnole créée par Manolo Caro et diffusée à partir du 14 octobre 2022 sur Netflix.

## Synopsis
Gloria déménage à Fuente del Berro, quartier chic dans la banlieue madrilène, avec son bébé et la jeune fille au pair qu'elle a engagée. Elle prétend échapper à son passé obscur et ne tarde pas à établir des relations étroites avec ses voisines, bien qu'elle découvre peu à peu que son voisinage garde autant de secrets qu'elle. Quand son passé la rattrape, il ne lui reste d'autre option que de protéger sa famille.

## Distribution

### Principaux
- Najwa Nimri (VF : Barbara Delsol) : Gloria Román / Julia Santos
- Carla Campra (VF : Lou Howard) : Aitana Martínez / Mariana Santos
- Iván Pellicer (VF : Tom Trouffier) : Abel Martínez / Eduardo Santos
- Alba Flores (VF : Céline Ronté) : Caterina / Edurne
- Álex García (VF : Gauthier Battoue) : Germán
- Macarena Gómez (VF : Anouck Hautbois) : Blanca Fernández
- Ella Kweku (VF : Mélissa Berard) : Alicia Bainné Olabarrieta
- Jon Olivares (es) (VF : Jérémie Bédrune) : Pedro Olivares Simón
- Álvaro Rico (VF : Arnaud Laurent) : Marcos Almonacid
- Laura Laprida (es) (VF : Karine Foviau) : Natalia Alberche
- Nicolás Illoro (VF : Pascal Grull) : Santiago « Santi » Santos
- Miguel Ángel Solá (es) (VF : Julien Kramer) : Fernando Alberche

### Secondaires
- Lorenzo Angelotti : Lorenzo Fernández
- Fernando Andina (VF : Cédric Dumond) : Ramón Fernández
- Pol Hermoso (es) : Felipe
- Raquel Farias : Rosa
- Miri Pérez-Cabrero (es) : Mónica
- Claudia Melo (VF : Ophélie Bernard) : Claudia
- Cecilia Suárez : la professeure (épisode 1)

 Source et légende : version française (VF) sur RS Doublage et cartons de doublage français.

## Fiche technique
- Titre original : Sagrada Familia
- Titre français : Sur l'autel de la famille
- Création et réalisation : Manolo Caro
- Scénario : Manolo Caro, Fernando Pérez López, María Miranda Anguita et Gabriel Nuncio
- Musique : Lucas Vidal
- Production déléguée : María José Córdova et Rafael Ley
- Société de production : Noc Noc Cinema ; Netflix (coproduction)
- Société de distribution : Netflix
- Pays d'origine :  Espagne
- Langue originale : castillan
- Format : couleur
- Genre : drame, thriller
- Durée : 33-40 minutes
- Date de diffusion : Monde : 14 octobre 2022 sur Netflix